# Pfauenuhr
Die Pfauenuhr (russisch часы «Павлин»; englisch Peacock Clock) ist ein mechanisches Glockenspiel mit Uhrwerk. Sie wurde in den Jahren 1766 bis 1772 in England gefertigt und danach Katharina der Großen von Grigori Alexandrowitsch Potjomkin geschenkt. Die Uhr ist mit aufwendig gearbeiteten beweglichen Nachbildungen von Pflanzen und Tieren verziert, darunter ein großer goldener Pfau, von dem sich auch ihr Name herleitet. Wegen ihres prunkvollen Aussehens und der komplexen mechanischen Bewegungsabläufe mitsamt musikalischer Untermalung diente die Pfauenuhr hauptsächlich als Statussymbol. Details zum Entwurf, den am Bau beteiligten Personen und den Transport nach Russland konnten bis heute nicht abschließend geklärt werden.
Die Pfauenuhr ist weltweit der einzige große mechanische Automat des 18. Jahrhunderts, der unverändert und in funktionstüchtigem Zustand erhalten geblieben ist. Heute ist sie in der Eremitage in Sankt Petersburg zu besichtigen, wo die Uhr zu den meistbesuchten Exponaten zählt.

## Standort

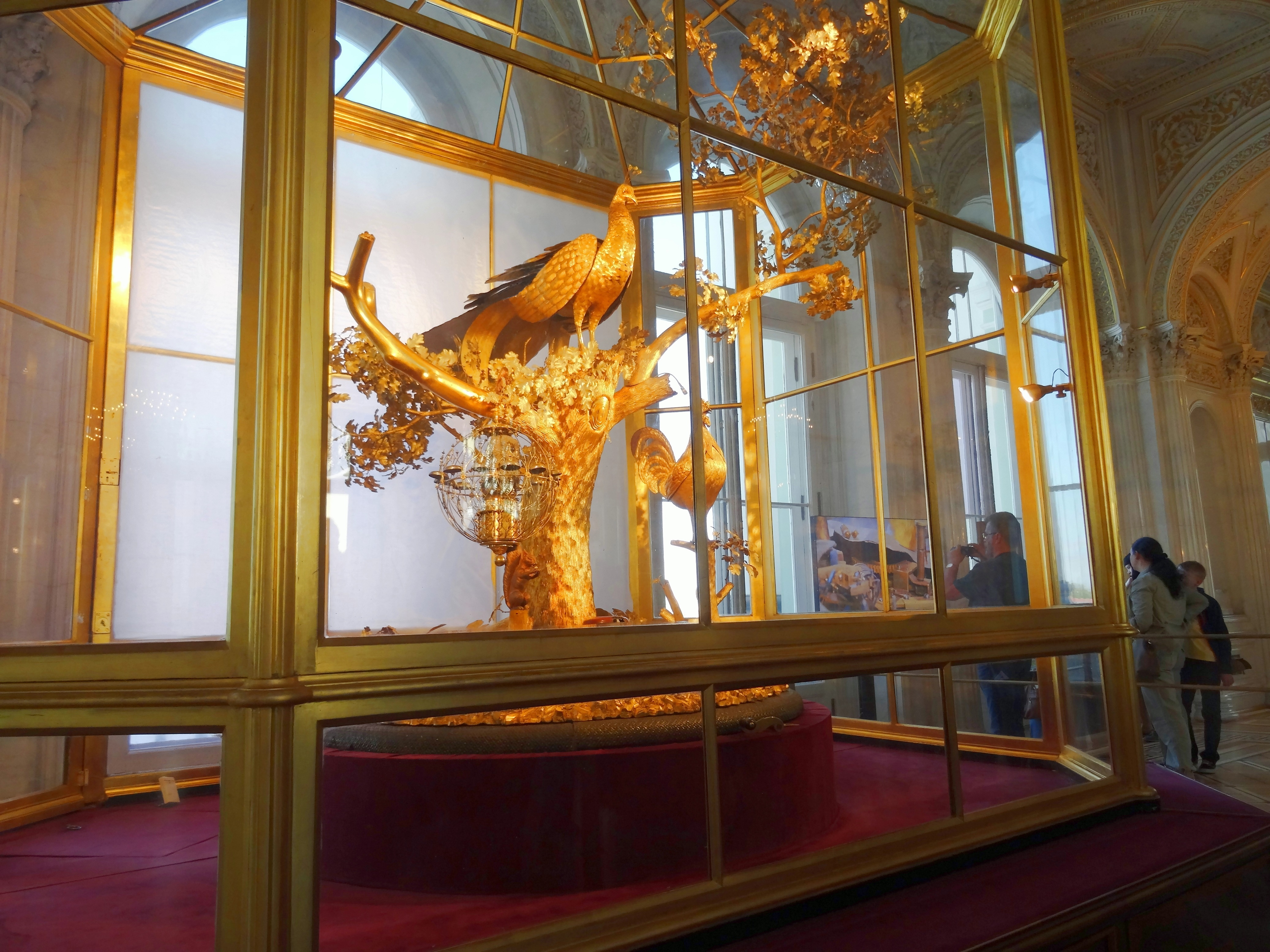
Vitrine aus Glas und goldenem Holz, 1851

Bis 1797 stand die Pfauenuhr im Taurischen Palais, dem ehemaligen Palast des Prinzen Potjomkin. Dann bezog Paul I. das Gebäude und ordnete an, die Pfauenuhr in die Eremitage zu transportieren. Der Umzug wurde vom Mechaniker Ivan Petrovich Kulibin durchgeführt. Seitdem steht das Kunstwerk in der Eremitage. In der Eremitage wurde die Pfauenuhr zunächst in das Südkabinett, das sogenannte Diamantkabinett, gestellt. Mitte des 19. Jahrhunderts wechselte er in die Ostgalerie der Kleinen Eremitage. Dort ist die Uhr auf Aquarellen des Künstlers K. A. Ukhtomsky aus den 1860er Jahren zu sehen. Zunächst stand das Exponat auf dem Boden. Zum Schutz wurde eine achteckige Kuppel um es errichtet. Im 20. Jahrhundert, zu Sowjetzeiten, wurde es in die Pavillonhalle verlegt. Heute steht die Pfauenuhr in der Kleinen Eremitage, Sektion für Europäische angewandte Kunst.

## Geschichte

### Geschichtliche Einflüsse
Mechanische Apparaturen waren schon früh in der Geschichte in Thronsälen zu finden.
Im Thronsaals des Großen Kaiserpalastes in Konstantinopel stand ebenfalls ein vergoldeter Baum mit mechanischen Vögeln, die unterschiedlich sangen. Die Funktionsweise könnte entweder über Wasser oder Mechanik erfolgt sein. Auch der Thron von König Salomo soll von mechanischen Vögeln und Löwen flankiert gewesen sein. Das soll Macht und den Aufstieg in den Himmel symbolisiert haben. Bäume aus Edelmetall mit mechanischen Vögeln waren weiterhin beispielsweise verbreitet in Byzanz, im Abbasiden-Kalifat, im Emirat von Sizilien, in Zentralasien und China.
Im Gedanken der Aufklärung, die sich zur Zeit Katherina der Großen ausbreitete, sollte der Mensch und das rationale Denken an der Spitze der Natur gesehen werden, nicht Gott. Tote Materie durch mechanisches Können zu beseelen war ein Beweis für dieses Zeitalter. Die Autorität der Kirche wurde in Frage gestellt, der aufgeklärte Herrscher hingegen wurde zum Symbol für Wissen und Macht.
Im 18. Jahrhundert war in Europa, insbesondere in England, die Chinoiserie sehr beliebt. Der Handel mit China war jedoch schwierig, weil dort kein Bedarf an europäischen Waren bestand. Das änderte sich mit den mechanischen, musikalischen Uhren, „selbstklingelnde Glocken“, wie sie in China genannt wurden. Das chinesische Zeitsystem unterschied sich vom europäischen, weshalb nicht die Uhrzeit, sondern die Fähigkeit totem Material Leben einzuhauchen im Fokus stand.
Katherina II. hatte sich ferner vorgenommen, Russland als Zentrum für Kultur und Wissenschaft zu etablieren. Sie sammelte Schöngeistiges und Kunst. Im Laufe von 20 Jahren hat sie auf diese Weise über 4.000 Gemälde und um die 10.000 Zeichnungen gesammelt. Damit stand die Sammlung denen anderer europäischer Königshäuser in nichts nach.

### Hersteller
Einer der Hauptlieferanten für mechanische Automaten nach China war das Unternehmen von James Cox. Dieser Periode und seiner Werkstatt wird die Pfauenuhr zugeschrieben. Unter Experten ist Cox ohne Zweifel der Erschaffer der Pfauenuhr. Der Handel mit China war riskant, es brauchte Vorabfinanzierung bei ungewissem Verkaufsergebnissen. Nach etwa 20 Jahren war der chinesische Markt gesättigt. Im Jahr 1778 sollte Cox bankrottgehen.
Die Pfauenuhr soll zwischen 1766 und 1772 angefertigt worden sein. Es gibt keine Dokumente, die beweisen, dass die Pfauenuhr aus dem Hause James Cox stammt. Doch gibt es zwei Aufzeichnungen von 1774, in einem Katalog aus Dublin, die detailliert nahezu identische Exponate von Cox beschreiben. Diese Stücke waren als perfekt gespiegeltes Duo für den Geschmack chinesischer Kunden gedacht. Hier griffen zwei Schlangen einen Pfau an, weshalb dieser sich bewegte. Uhr, Hahn und Eule fehlten hingegen ganz. Die Podeste waren oval, statt wie in der jetzigen Version rund. Die Pfauen waren jedoch schon gleichermaßen beweglich. Es ist anzunehmen, dass einer der Pfauen aus dem Katalog etwas umgebaut nach Sankt Petersburg kam. Der zweite Pfau wurde 1792 aus den Überresten von Cox Warenlager in London versteigert. Auch hier wurde vorab umgebaut, denn über Schlangen stand nichts geschrieben. Es wird vermutet, dass Cox Gesamtleitung und Finanzierung für das Projekt der Pfauenuhr übernommen hatte, nicht jedoch Design und Herstellung. Denn im Katalog wurde ein Frederic Yuri als Hersteller angegeben. Dieser war Katherina II. bereits früher von Potjomkin empfohlen worden und sie hatte über ihn englische Uhren bezogen. Yuri war Hersteller von Uhrenmaschinen und daher mit der Mechanik bestens vertraut. Höchstwahrscheinlich hat er die Pfauenuhr in Teile zerlegt nach Sankt Petersburg gebracht.

### Anlass

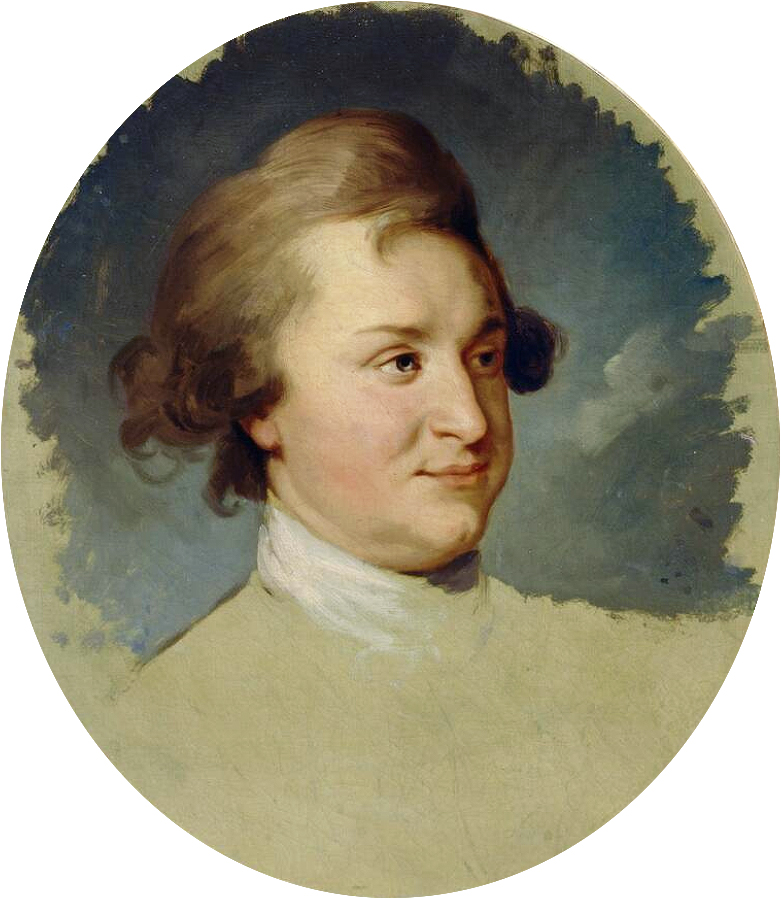
Grigory Potyomkin um 1790

Es besteht kein Zweifel daran, dass der Initiator der Pfauenuhr Prinz Potjomkin war. Es wird angenommen, dass Potjomkin die Uhr für Kaiserin Katherina kaufte, zugegeben von ihrem Geld. Es gibt Spekulationen darüber, weshalb Potjomkin dieses Kunstwerk für Katherina II. bestellt hat. Ein Grund könnte sein, dass es im Winterpalast viele Jahre lang keinen Thronsaal gegeben hatte, weil dieser baulich nie fertiggestellt worden war. Nach einem Hin und Her mit Architekten, sollte der Saal bis Ende 1781 oder 1782 schließlich fertiggestellt werden. Das Datum fiel mit der Ankunft der Pfauenuhr in Begleitung von Yuri zusammen. Somit hätte der Automat im neuen Thronsaal die Legitimität Russlands als Erbe von Byzanz und seine Ansprüche auf territoriale und politische Veränderungen auf dem Balkan unterstreichen können.

### Weg nach Russland
Es ist nicht endgültig geklärt, wie die Pfauenuhr nach Russland gekommen ist.
Nach einer Theorie könnte Elizabeth Chadley, Gräfin von Bristol, Herzogin von Kingston (1720–1788) sie als Geschenk nach Russland mitgebracht haben. Die Gräfin kam über mehrere Jahre wiederholt nach Moskau. Dort verteilte sie wertvolle Geschenke, um die Gunst der Gesellschaft zu erwerben. Potjomkin erstand verschiedene Objekte von ihr. Es gab ein ähnliches mechanisches Objekt mit einem Elefanten, das von der Herzogin stammte. Das führt zu Spekulationen, dass auch der Pfau von ihr stammen könnte. Für diese Theorie konnten indes keine Beweise vorgebracht werden.
Eine andere Theorie besagt, dass Potjomkin den Pfau 1780 in London gekauft oder bestellt hat. Als Untermauerung wird die 1792 erstellte Inventarliste des Taurischen Palais herangezogen. Sie schreibt der Pfauenuhr einen Wert von 11.000 Rubel zu. Ebendiese 11.000 Rubel waren 1781 an den englischen Uhrmacher Yuri für die aus England mitgebrachten Uhren gezahlt worden. Dokumente aus dem Jahr 1781 berichten, dass die Uhr nach einem Brief von Potjomkin gekauft und als Überraschungsgeschenk an die Kaiserin gedacht war. Gleichzeitig erfolgte die Zahlung des Geldes an Meister Yuri „in zwei Chargen, am 30. September und am 14. Dezember“.
Daraus lässt sich folgern, dass Yuri mindestens zwei Monate in St. Petersburg verbracht hat.

### Zerlegung und Montage

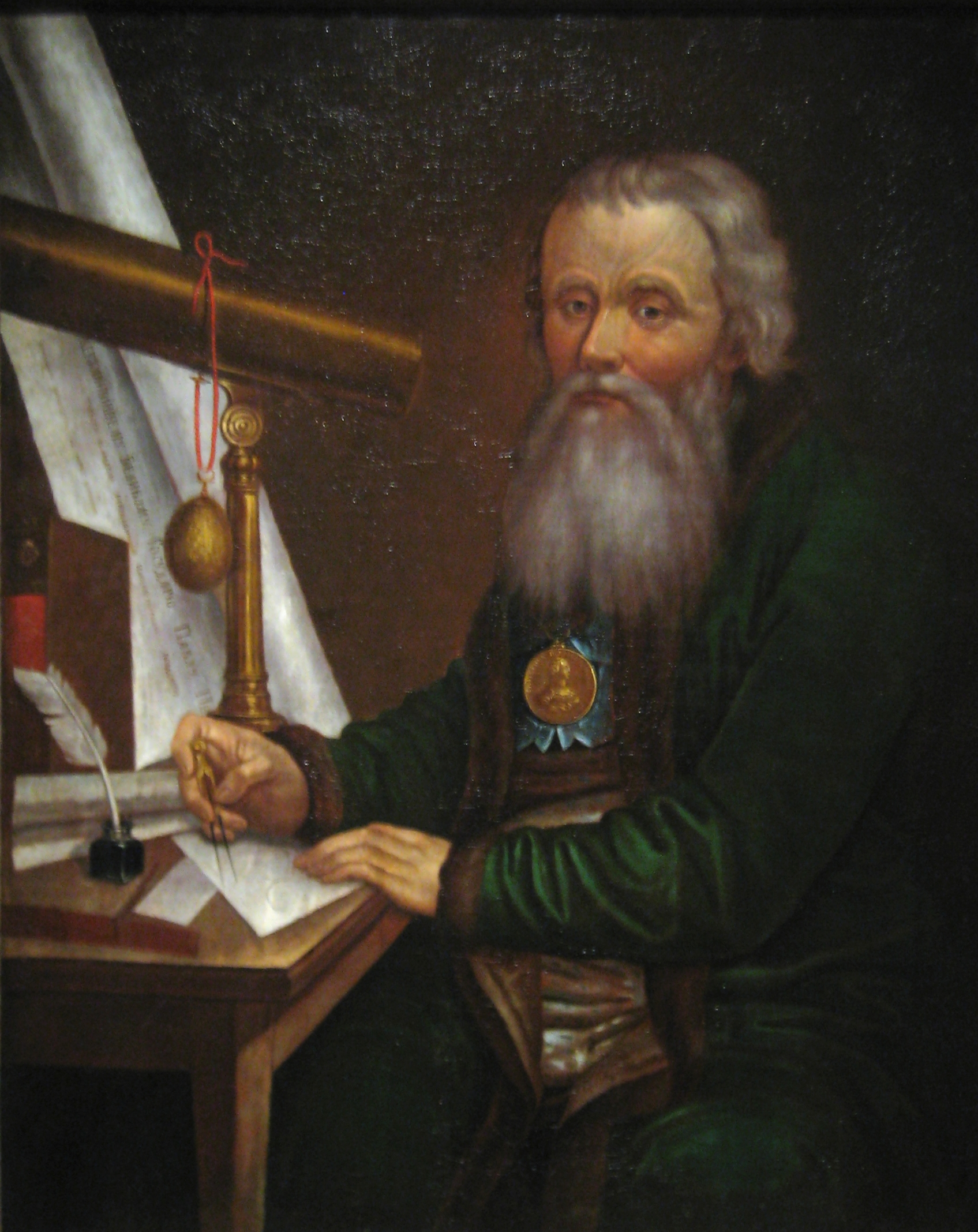
Ivan Petrovich Kulibin um 1818

Nun spielt noch ein anderer nicht vollkommen geklärter Aspekt eine Rolle: Es scheint klar, dass die Uhr zerlegt transportiert worden ist. Doch wann sie danach wieder komplett montiert worden ist, ist strittig. Es gibt jene, die sagen, dass sie nach der Anlieferung viele Jahre zerlegt zwischengelagert wurde. Bis Anfang der 1790er Jahre gibt es gar keine Beschreibungen des auffälligen Stücks. Das kann dafür sprechen, dass die Uhr zerlegt antransportiert wurden und bis zur erst späteren Montage zwischengelagert wurden. Doch geht man davon aus, dass die Uhr zerlegt geliefert wurde und viele Jahre zerlegt zwischengelagert wurde, verwundert es, dass Yuri dafür bezahlt worden sein soll, dass er funktionsunfähige Uhrenteile lieferte. Plausibler erscheint es, dass Yuri einmal für die Begleitung der Kisten und dann ein weiteres Mal für die Montage der zerlegten Uhr bezahlt worden ist.
Erhalten sind Dokumente des russischen Mechanikers Ivan Kulibin, der 1791 – 10 Jahre nach Anlieferung der Uhr – von Potjomkin beauftragt wurde, den seit vielen Jahren zerlegten Mechanismus zusammenzubauen und zum Laufen zu bringen. Nach Potjomkins Tod bestand der Auftrag weiterhin, die Uhr auf Staatskosten zu reparieren. Kulibin benötigte zwei Jahre, um die Pfauenuhr wieder funktionsfähig zu bekommen. Um die Funktionsweise zu verstehen, musste er den Mechanismus komplett zerlegen und Fehler bereinigen. Bei einem Feuer in der Werkstatt gingen beim hurtigen Sichern der Uhr einige Teile verloren. Kulibin fertigte diese nach. 1794 war die Uhr funktionstüchtig. Kulibin wird ob seiner erfolgreichen Arbeit oft als „der zweite Schöpfer des Pfaus“ bezeichnet.

### Nach 1791
Nach Potjomkins Tod (1791) befand sich laut Inventarliste in seinem Palast Taurisches Palais ein Automat, der auf die Pfauenuhr schließen lässt. Allerdings funktionierte die mechanische Uhr ja erst 1794 nach dem Tod von Potjomkin (wieder?). In den letzten Jahren ihres Lebens besuchte Katharina die Große gern das Taurische Palais, wo Kulibin für sie die Pfauenuhr in Aktion setzte.

## Aussehen
Es war üblich, einzeln hergestellte Automaten zu mehrfigurigen Mechanismen zusammenzufügen. Das Arrangement der Pfauenuhr stellt eine Szene aus der Natur nach. Im Zentrum steht ein Pfau, der auf einem Eichenstamm sitzt. Umgeben ist die Szenerie von weiteren Pflanzen und Tieren, die in Lebensgröße naturgetreu nachgebildet sind.
Die verwendeten Materialien sind Bronze, Gold (Vergoldung), Holz, Emaille, Silber (Basis) und Glas (Basis).

### Vögel

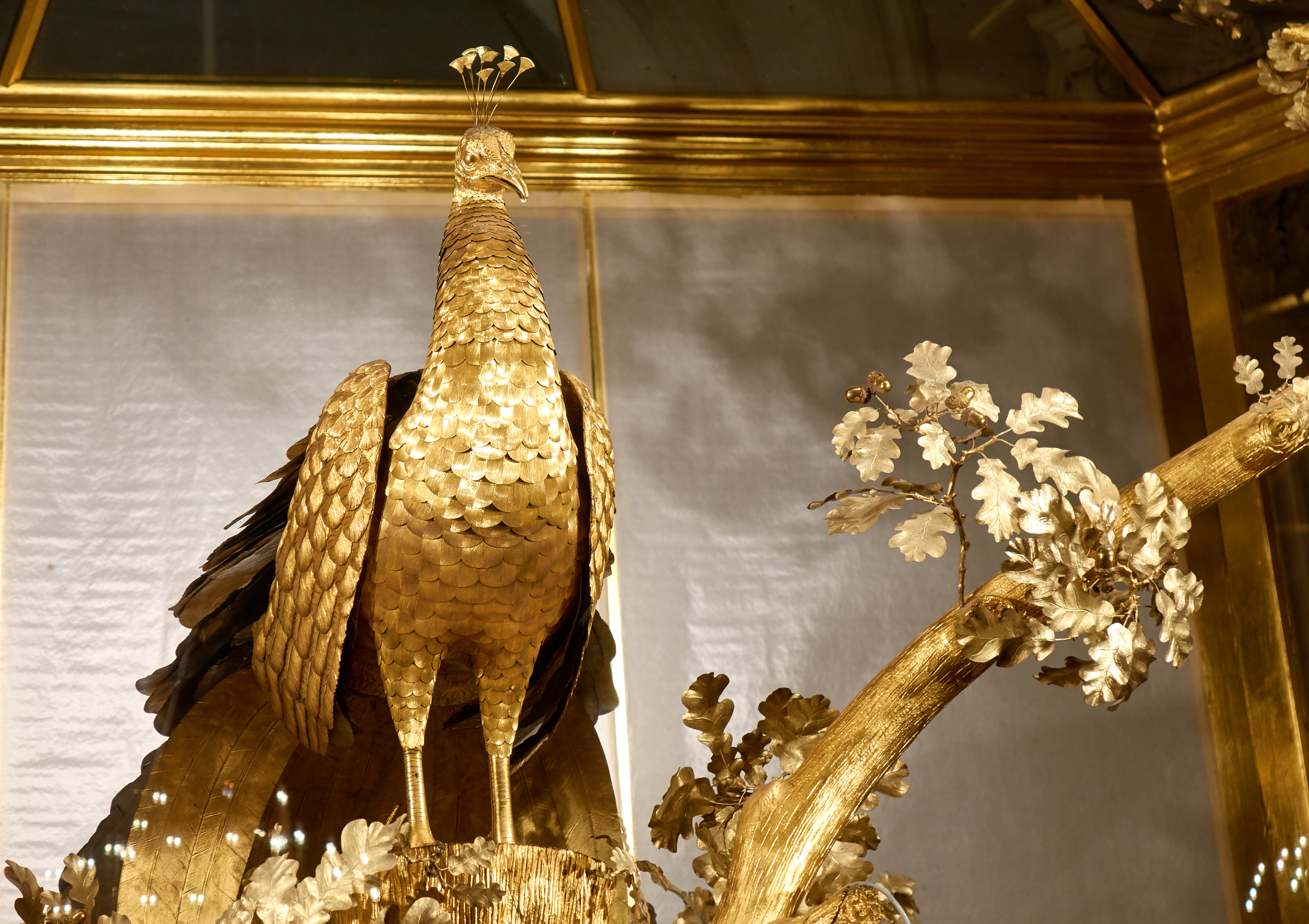
Der Pfau auf der Eiche

Der Pfau ist aus Kupfer gefertigt und in verschiedenen Farben vergoldet. Alle Federn wurden einzeln hergestellt und haben eine sorgfältige Gravur. Vom Kopf zum Schwanz nehmen die Federn zu. Die filigranen Schwanzfedern bleiben auch während des Aufstellens in Form und verkanten nicht. Auf der Oberfläche ist keine Schraube zu sehen. Die lebensechten, zierlichen Beine des Pfaus bestehen aus Stahl und Gold und tragen und verbinden den Mechanismus.
Der Pfau steht auf einem detailliert ausgearbeiteten Eichenbaum aus vergoldetem Kupfer. Der Eichenbaum hat drei Äste. Von vorne gesehen rechts, streckt sich ein hochgewachsener Ast mit Blätterdach aufwärts. Die Äste sind teilweise wie abgeschnitten oder abgebrochen gestaltet. Von vorne gesehen links, ist ein kahler Ast gewachsen, dahinter ein begrünter. Die Äste und Triebe teilen sich weiter auf in fünfzig kleine Zweige, mit Blattwerk und goldenen Eicheln. Um den Stamm der Eiche schlingen sich Schlangen – möglicherweise. Denn über die Anzahl der Schlangen an der Pfauenuhr gibt es unterschiedliche Angaben. Gesichert ist, dass die vorherige Version, für den chinesischen Markt, zwei Schlangen besaß. Auf dem jetzigen Exponat sind es gar keine, eine oder zwei Schlangen.
Auf der linken Seite des Geästs sitzt in einem kugelförmigen Käfig die Eule. Von der Farbgebung her ist sie nicht golden, wie der Gesamteindruck der Pfauenuhr, sondern erscheint silbrig, anthrazitfarben. Dazu hat sie Augen aus schwarzen Steinen. Am Gitter ihres Käfigs sind rund herum zwölf Glocken angebracht. Rechterhand, etwas nach vorne gesetzt, steht der goldene Hahn auf einem senkrechten Ast.

### Waldszene

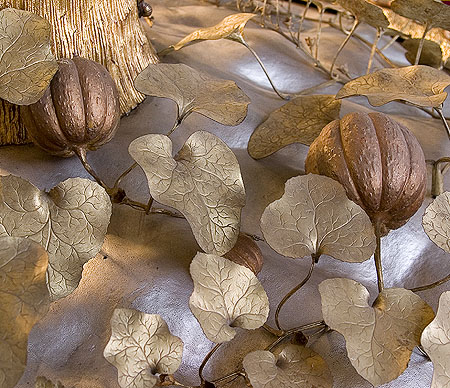
Rankende Kürbispflanze

Der unebene Waldboden, auf dem der Eichbaum steht, ist mit Wurzelwerk durchzogen. Darauf sitzen Pilze und Pflanzen sowie kleine Schnecken. Eine Kürbispflanze schlängelt sich über den Boden. Vor dem Eichenstamm steht der größte Pilz. Dieser Pilz dient dem Uhrwerk. Er ist eher unscheinbar, was betont, dass die Funktion der Uhrzeit bei diesem Kunstwerk untergeordnet ist. Auf seinem Dach des „Uhrenpilzes“ tanzt eine goldene Libelle mit filigran durchstoßenen Flügeln im Sekundentakt im Kreis. Als weitere Tiere wurden drei Eichhörnchen hinzugefügt. Das größte sitzt unter dem Käfig der Eule. Es hält eine vergoldete Eichel, an der es, zur Verwunderung der Museumsbesucher, nicht mechanisch knabbert.

### Präsentation
Das Podest des Werkes ist leicht gewölbt. Der Rand ist üppig verziert und mit weißen und roten Strasssteinen besetzt. Aus England gab es einen weißgoldenen Pavillon, der die Pfauenuhr umgab. Der ist jedoch offenbar in Sankt Petersburg nicht angekommen. Stattdessen erstellte die örtliche Firma „Nicholas & Plinke“ 1851 eine Glasvitrine aus vergoldetem Holz, die heute im Museum ausgestellt ist. Ein weiteres Podest, mit rotem Samt, und ein achteckiger Ständer wurden zu Sowjetzeiten hinzugefügt. Um das Jahr 2000 wurde eine interne Beleuchtung und ein kleines Mikrofon vor dem Hahn hinzugefügt.

## Mechanik

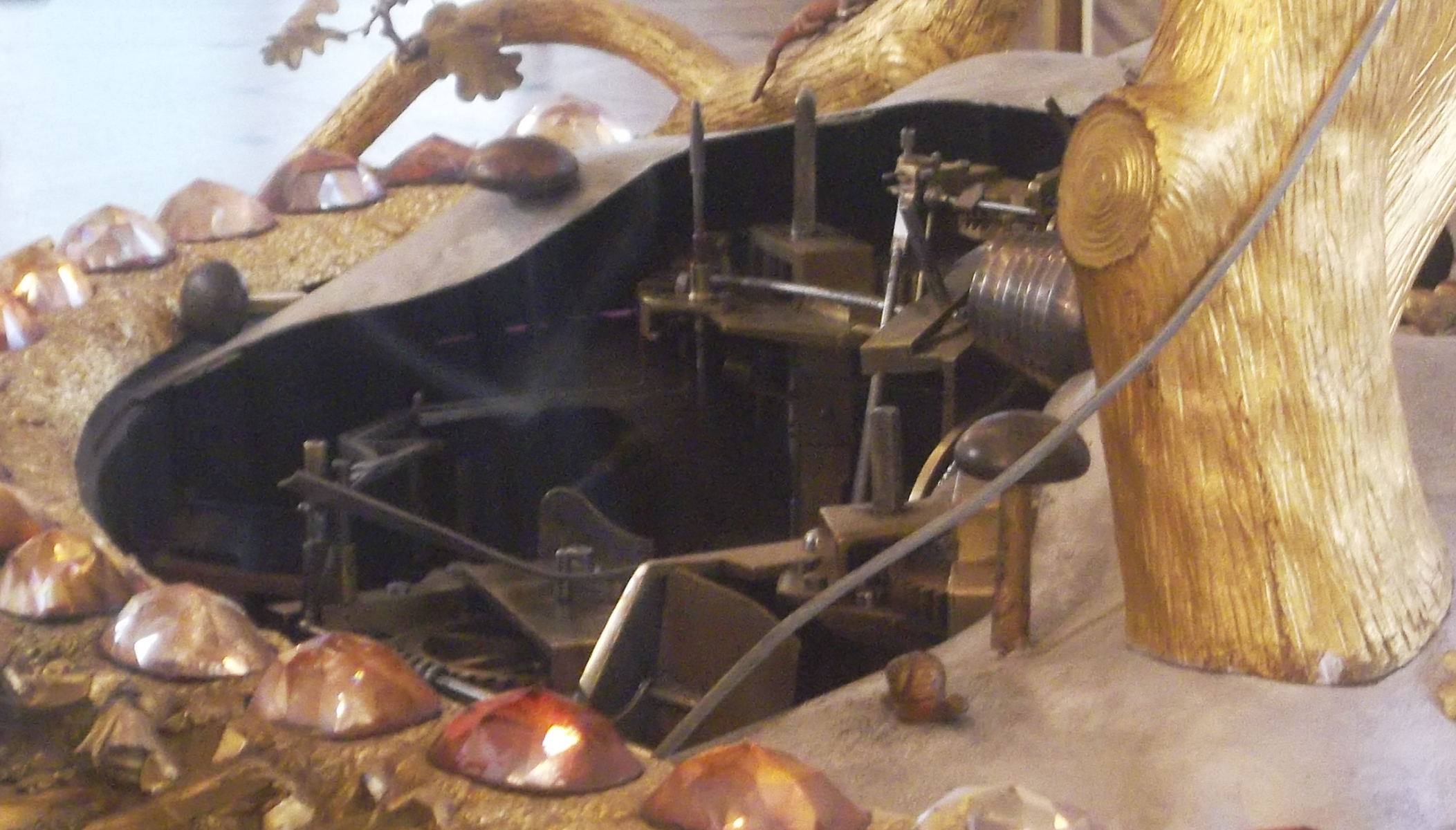
Blick in die Mechanik

Die Mechanik von Uhren war über Jahrhunderte perfektioniert worden. Die Mechanik in animierten Automaten hingegen, musste neu erdacht werden und überraschte mit ungeahnten Fehlfunktionen. Ohne kundige Wartung wurden komplexe Automaten dieser Art schnell defekt. Im Laufe der Zeit wurden sie von unterschiedlichen Menschen mehrfach zerlegt und neu montiert, was der Funktionalität selten zuträglich war. Selbst im 20. Jahrhundert musste die Pfauenuhr mehrmals repariert werden. Im Jahr 1994 richtete die Eremitage ein gesondertes Labor für Uhrwerke und musikalischen Mechanismen ein. Erst seit dieser gezielten Betreuung, stabilisierte sich die Funktionsweise der Pfauenuhr. Als das Team der Eremitage sich der Pfauenuhr annahm, existierte keine Dokumentation, so dass die Instandsetzung, wie seit Anbeginn der Konstruktion, allein auf Beobachten basierte.
Die Mechanik innerhalb der Pfauenuhr ist zu erreichen, indem eine Abdeckung auf der Basis entfernt wird, zu Füßen des großen Uhren-Pilzes. Der kunstvolle Komplex beinhaltet vier unabhängige Mechanismen. Drei setzen die Vögel in Bewegung und die vierte ist die eigentliche Uhr. Bei der Pfauenuhr ist erkennbar, dass Eule, Hahn und Uhrwerk höchstwahrscheinlich eigenständig operierende Komponenten waren, die nachträglich zum Pfau hinzugefügt wurden. Das ist durch verschiedene Prägetechniken und Materialien auf den einzelnen Exponaten nachzuvollziehen. Die Verbindung zwischen den Komponenten läuft über ein System langer Zughebel. Auf diese Weise ist sichergestellt, dass die Vögel in der korrekten Reihenfolge in Gang gesetzt werden.
Der Uhrmechanismus ermöglicht den Start der Vogelbewegungen. Damit die Tiere in Aktion treten können, muss der Mechanismus aufgezogen werden. Das erfolgt über einen aufsteckbare Handkurbel und einen Uhrschlüssel. Einmal aufgezogen, startet der Zyklus stündlich, für circa 8 bis 10 Stunden. Die Geräusche der Tiere erinnern teils an ihre natürlichen Stimmen.
Das Uhrwerk läuft ununterbrochen. Zur Schonung des alten Mechanismus bewegen sich die Tiere heutzutage nur einmal in der Woche, unter Aufsicht. Neben dem Exponat ist auf einem Bildschirm ständig der Mechanismus in Betrieb zu sehen.

### Abfolge

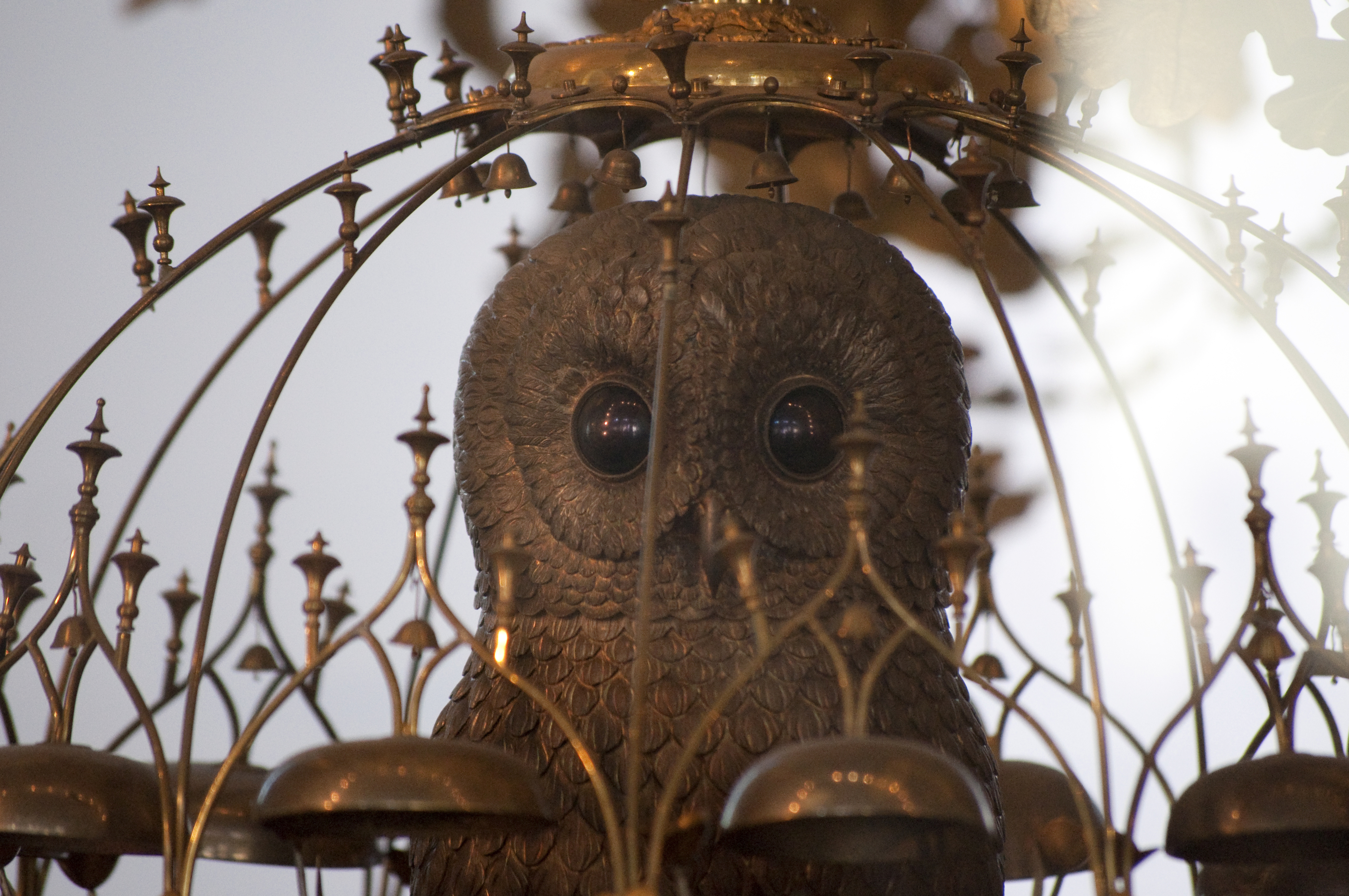
Eule im Käfig, umgeben von Glocken

1. Eule: Die Uhr startet jede Stunde die Bewegungen der Eule. Der Mechanismus lässt den Käfig zwölf Mal um das Tier drehen. Gleichzeitig wird auf den Glocken im Käfiggitter eine Melodie gespielt.[2] Die Eule dreht den Kopf zu beiden Seiten,[22] blinzelt im Takt und klopft mit der rechten Kralle.[21] Währenddessen ertönt der Ruf der Eule.[8] Nach den zwölf Umdrehungen des Käfigs ist dieser Zyklus beendet.[22]
2. Pfau: Ungefähr 90 Sekunden nach dem Start der Eule, beginnen die Bewegungen des Pfaus. Er spreizt seine Federn und schlägt ein Rad. Die Federn des Pfaus sind an mechanischen Elementen befestigt, die durch einen gemeinsamen Antrieb im Körper des Vogels verbunden sind.[4] Begleitend streckt er Hals und Kopf naturgetreu hoch, vor, zurück und seitlich, wobei er seinen Schnabel leicht öffnet. Anschließend dreht er seine Rückansicht zum Betrachter, verharrt kurz, und kehrt wieder nach vorne. Nach erneuten Kopfbewegungen bringt er ihn in die Ausgangsstellung zurück und faltet sein Federkleid wieder ein.[22]
 Die mechanischen Motoren des Pfaus sind im Sockel untergebracht. Durch eine Stange im Bein des Pfaus werden Kopf, Flügel und Schwanz in Bewegung gesetzt. Der Hebel, der die schweren, metallenen Schwanzfedern aufrichten muss, ist unerwartet klein. Damit es trotzdem funktioniert, wurden bereits in Cox Werkstatt in den Bauch des Pfaus zusätzliche Springfedern eingebaut, die die Schwanzfedern im Gleichgewicht halten. Michail Gurjew, Leiter für die Restaurierung von Uhren der Eremitage, nennt das eine geniale Lösung.[10]
3. Hahn: Das Ende des Pfauenmechanismus startet den Hahn. Dieser schüttelt mehrmals den Kopf[22][2] und kräht vier Mal, was an eine Kuckucksuhr erinnert.[8] Seine Rufe beschließen den Zyklus.

### Uhr

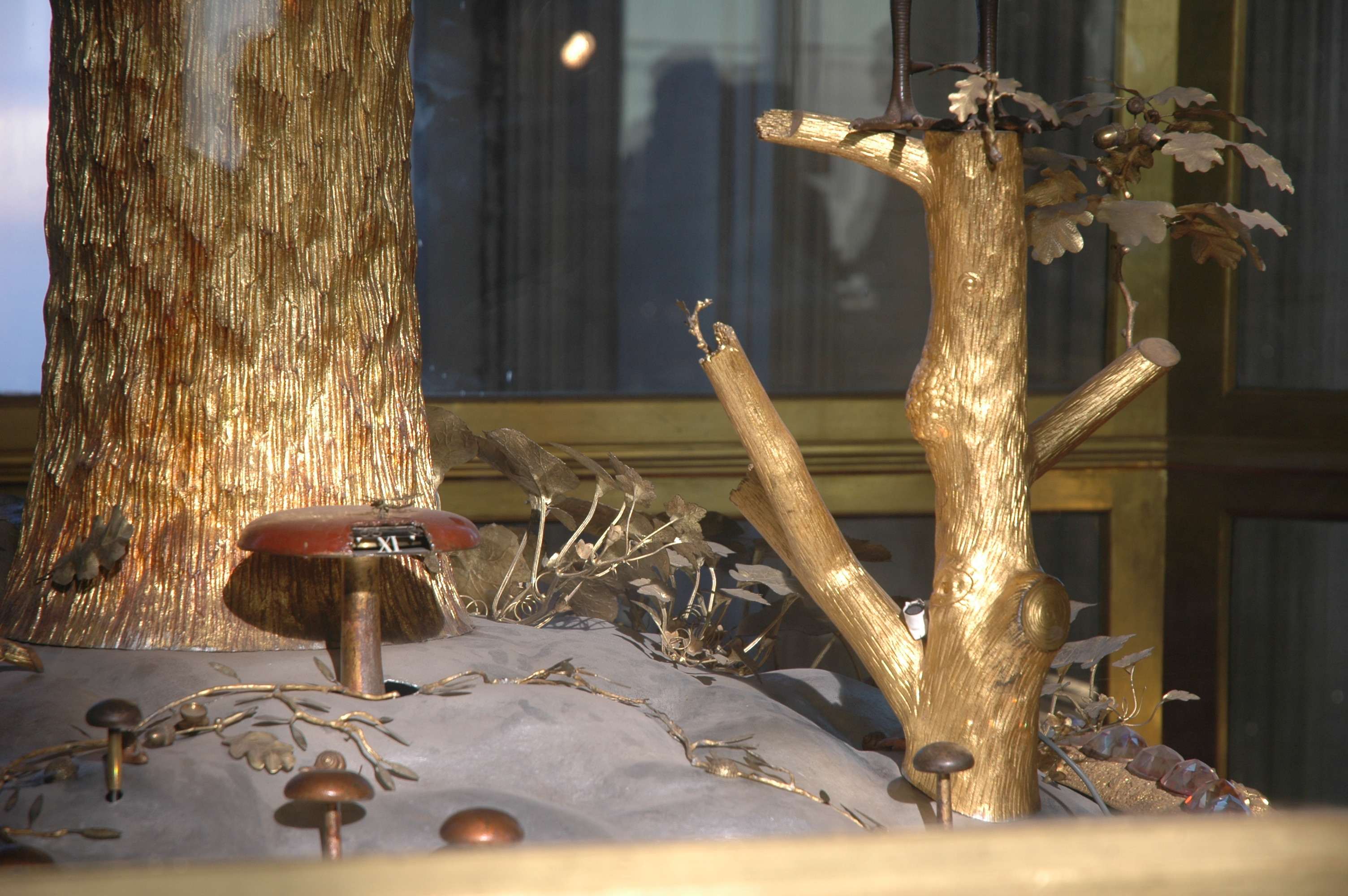
Pilz mit Uhrwerk. Rechts in der Astgabel das weiße Mikrofon für den Hahn.

Während die Automaten nur periodisch in Aktion treten, muss das Uhrwerk rund um die Uhr laufen. Das Uhrwerk befindet sich unter einem Pilz, direkt vor dem Eichenstamm. Das Acht-Tage-Uhrwerk schlägt Viertel- und volle Stunden. Das Uhrwerk entspricht dem traditionellen englischen Tischuhrmechanismus mit Glockenspiel. Das Uhrwerk hat drei kinematische Ketten, einen Hub mit einer Spindelhemmung, ein Glockenspiel für die Viertelstunden mit acht Glocken und ein weiteres Glockenspiel für die Uhr. Der Uhrmechanismus spielt jede Viertelstunde auf dem inneliegenden Glockenspiel die sogenannte Whittington Melodie. Er hat zwei rotierende Wählscheiben: Eine für Minuten, in arabischen Ziffern und die zweite für die Stunden, mit römischen Zahlen. Diese Schreibweise war häufig in Uhren des 18. Jahrhunderts zu finden. In dieser Uhr drehen sich die Ziffernblätter, wohingegen ein stationärer Uhrzeiger den Wert anzeigt. Auf dem Pilz sitz eine Libelle, die als Sekundenzeiger fungiert, indem sie sich mit jedem Ticken schrittweise im Kreis dreht.

## Symbolik
Die Auswahl der Tiere und die Reihenfolge der mechanischen Vögel sind bei so einem exquisiten Stück mit Sicherheit vom Uhrmacher nicht willkürlich, sondern mit Vereinbarung des Kunden, Potjomkin, festgelegt worden. Für ihre ihnen zugrunde liegende Symbolik gibt es mehrere Deutungsmöglichkeiten.
Bei der Pfauenuhr ist erkennbar, dass Eule, Hahn und Uhrwerk höchstwahrscheinlich eigenständig operierende Komponenten waren. Vermutlich wurden sie auf Wunsch Potjomkins zum Pfau hinzugefügt. Es scheint in jedem Falle klar, dass die Modifikation am Pfau von einem Europäer und nicht von einem Chinesen gewünscht waren. In der europäischen Symbolik steht der Hahn für Jesus Christus und die Eule der Minerva für Klugheit und Weisheit. In China ist die Eule hingegen ein schlechtes Zeichen, ein Symbol des Todes.

### Universum
Es bestand zeitweise die Theorie, dass die Pfauenuhr ein Modell des Universums darstellt. In dieser Symbolik steht der Pfau für Sonne und Mond, die Eule für das Ende des Lebens und der Hahn für die Geburt des Lichts. Diese Interpretation ist im Detail jedoch unlogisch. So hätte der Hahn als erstes, sozusagen am Morgen, krähen müssen, während die Eule den Zirkel hätte beschließen müssen. So ist es auch von anderen antiken Uhren bekannt. Es verhält sich jedoch genau andersherum. Weiterhin spricht gegen diese Theorie, dass die Tiere in der Pfauenuhr gar nicht konstant laufen. Ihr Auftritt erfolgt „auf Abruf“, zum Beispiel für diplomatische Empfänge oder Bälle. Das wäre eine unpassende Analogie für das Universum.

### Symbola et Emblemata
In Russland waren dazumal die Symboldeutungen aus dem Buch „Symbola et Emblemata“ weit verbreitet. Die Deutungen, wenn auch nicht eindeutig, wurden zum Beispiel herangezogen bei Dekorationen, Kostümbällen, Schmuck- oder Geschenkgestaltung. Daher ist es auch bei der Interpretation der Symbolik der Pfauenuhr zu beachten.

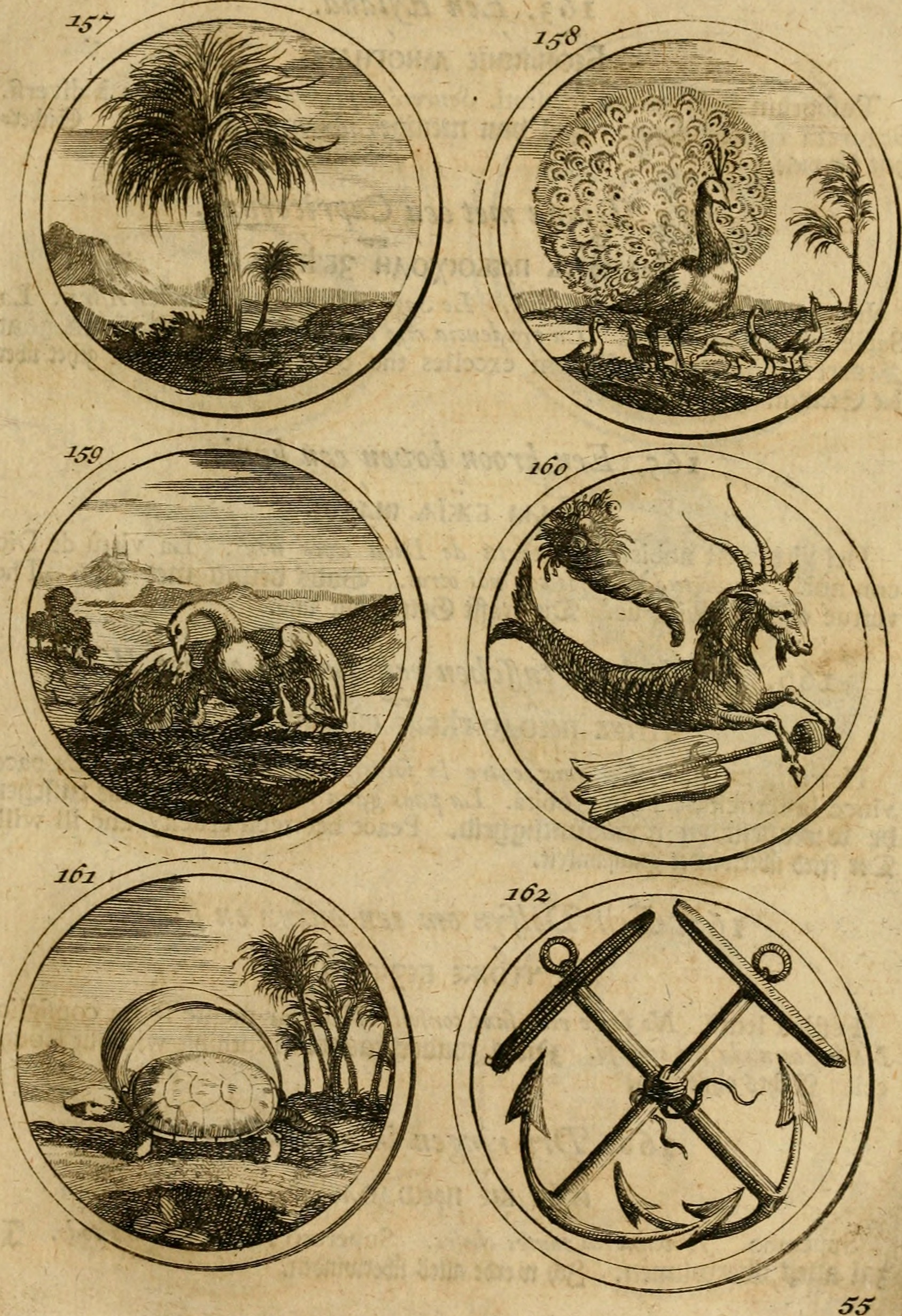
Bildtafel im „Symbola et emblemata“, Pfau mit Jungen Nr. 158 oben rechts

Der Pfau weiß nach der Deutung um seinen Wert, ist gutherzig und stolz. Der Pfau ist auch das Symbol der Sonne und des Phönix. Eule und Schlange sind Symbole der Weisheit. Der Hahn steht im Zusammenhang mit dem Kriegsgott Mars. Er könnte auch als Wehklage der Liebe zwischen Katharine und Potjomkin verstanden werden, die stets im Verborgenen geführt werden musste, denn das Symbolbuch schreibt über den Hahn: „Wenn dieser Hahn krähet, gehet die Liebe weg.“ Schnecken stehen für Bescheidenheit. Die Eidechse bedeutet Erleuchtung. Ein Frosch bedeutet Harmonie zwischen Liebenden, Erotik, Fruchtbarkeit. Die Begeisterung für die chinesische Kultur hatte auch Katharina die Große erfasst. Das zeigte sich beispielsweise in Architektur und Porzellan. Nach der chinesischen Interpretation kräht der Hahn in der Pfauenuhr Laute, die als „Verdienst und Ruhm“ interpretiert werden könnten. Der Pfau war in China ein spezifisches Symbol der Kaiserin. Gleichzeitig wurde er als Zeichen der Würde hochrangiger Beamter interpretiert.
Die Eiche steht für unerschütterlichen Glauben und das Wohlergehen des Staates, ebenso ist sie ein Symbol für männliche Stärke. Die Kürbispflanze steht in der russischen Übersetzung der Bibel für die Vergänglichkeit der Zeit. Oder aber sie symbolisiert Wohlstand, kann aber auch für die Personifizierung des weiblichen Prinzips stehen.
Alles in Kombination betrachtet kann diese Interpretation ergeben: Ein goldener Pfau auf einer Eiche mit Kürbissen an ihrem Fuß ist ein Symbol für den wohlhabenden russischen Staat unter der Herrschaft der Kaiserin. Der Wohlstand entsteht durch die persönliche Weisheit – Eule und Schlange – von Katherina II. und die militärischen Siege ihrer auserwählten Würdenträger. Die Symbole betonen auch persönliche Eigenschaften der Regentin: die Schnecke zeigt Bescheidenheit, das nagende Eichhörnchen Fleiß, ebenso der Hahn, die Eidechse strebt nach Wahrheit, der Pfau unterstreicht Herzensgüte und der Frosch die Harmonie in der Liebe.

### Großes Reich
Die zwei Uhrscheiben mit den unterschiedlichen Ziffern, römisch und arabisch, könnten einerseits als eine Kombination der Weisheit des Westens und des Ostens betrachtet werden. Andererseits zeigt es auch die Größe des russischen Reiches auf. Dass die Scheiben in einem Pilz stecken, zeigte deutlich die Vergänglichkeit der Zeit und damit des Lebens.
Die Pfauenuhr zeigt Parallelen zur Beschreibung des Baumes im Thronsaal der byzantinischen Kaiser auf.
Es wird für möglich gehalten, dass Potjomkin mit Einzelheiten der byzantinischen Geschichte vertraut war und die Ähnlichkeit der Automaten beabsichtigt war. Vielleicht sollte es daran erinnern, dass Russland Erbe des alten Byzanz war und seine Legitimität unterstreichen, die Rolle des Großen Reiches einzunehmen.

### Romantik

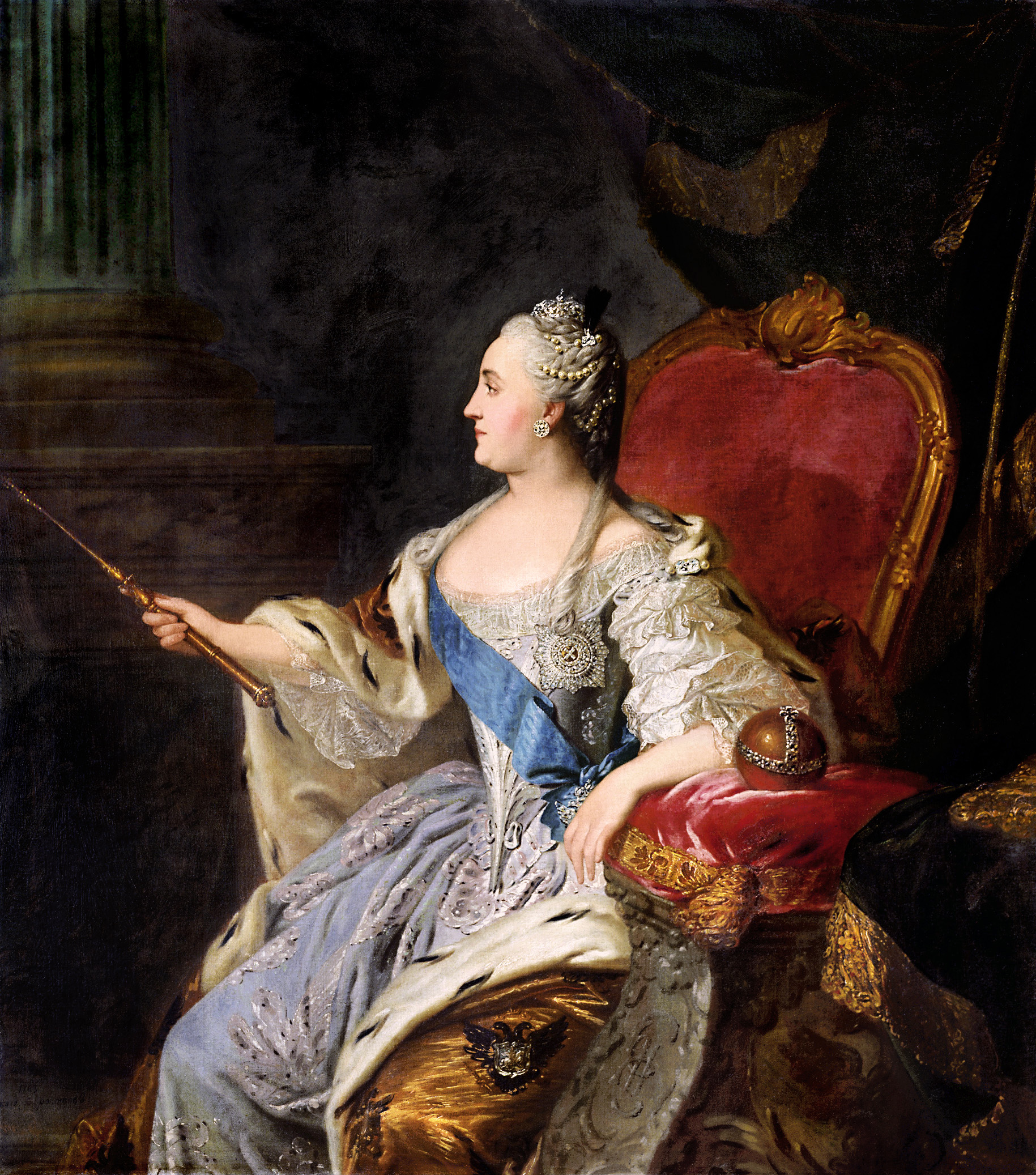
Katharina II.

Der Pfau war darüber hinaus der Kosename, mit dem Katherina II. in Briefen ihren Liebhaber Potjomkin ansprach: „mon faisan d'or“ (deutsch mein goldener Fasan) oder „mon beau faisan“ (deutsch mein schöner Fasan)

« … mon faisan d'or. Je Vous aime de tout mon Coeur. »

„… mein goldener Fasan. Ich liebe dich von ganzem Herzen.“

## Trivia
- Vermeintlich wurde Alexander Sergejewitsch Puschkin durch die Pfauenuhr zum Eichhörnchen in seiner Geschichte "Zar Saltan" inspiriert.[4]
- Der Kultura-Kanal des russischen Fernsehens benutzte die Abfolge der Pfauenuhr als Wartebildschirm.[2]
- Auf der documenta 14 wurde die Klangcollage „Such Sweet Thunder“ von Samson Young präsentiert. Für dieses Werk reiste der Künstler um die Welt, um historische Glocken aufzunehmen. Das Glockenspiel der Pfauenuhr war Teil dieser Collage.[31]

## Galerie

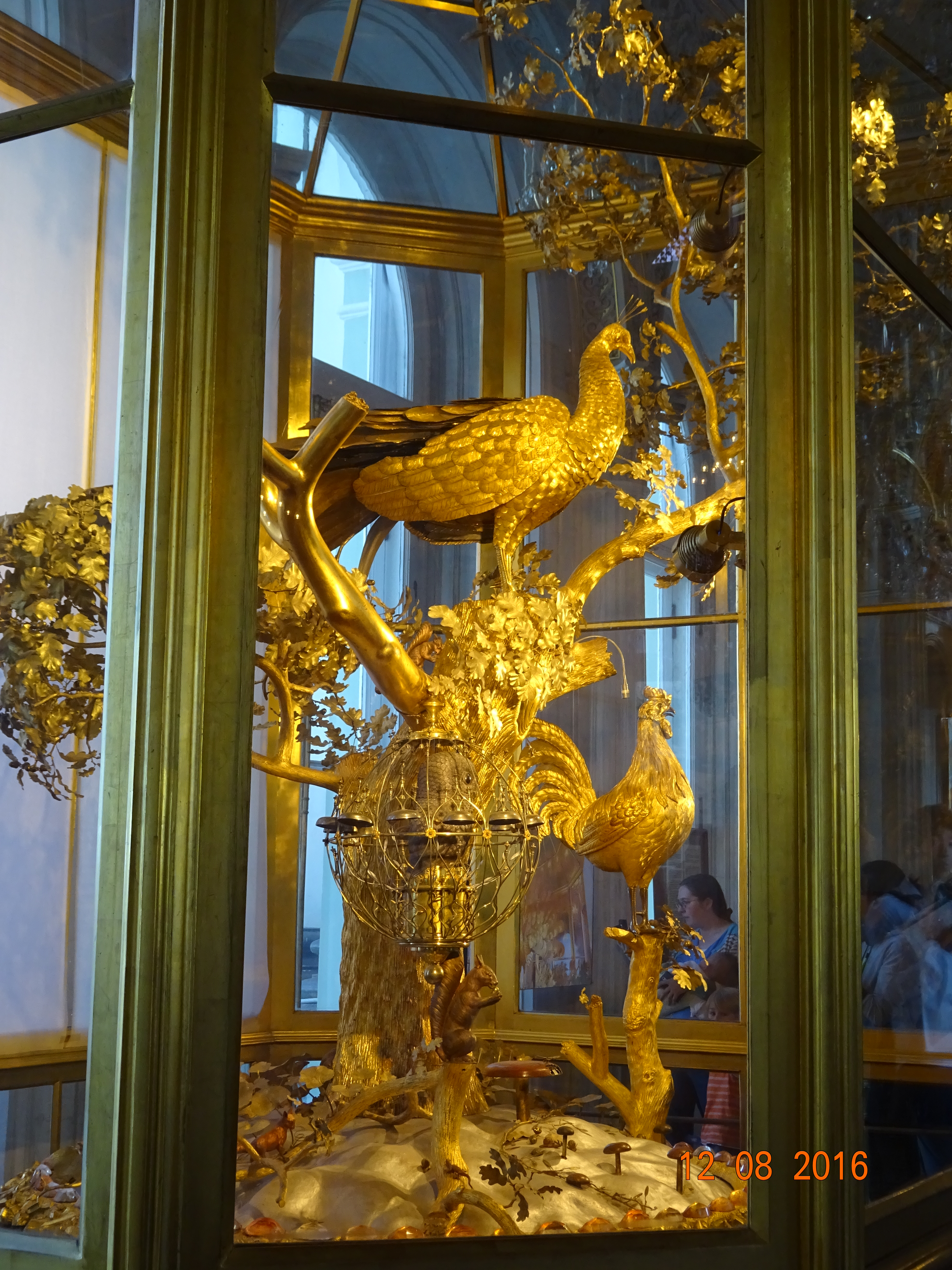
Seitenansicht mit allen Vögeln
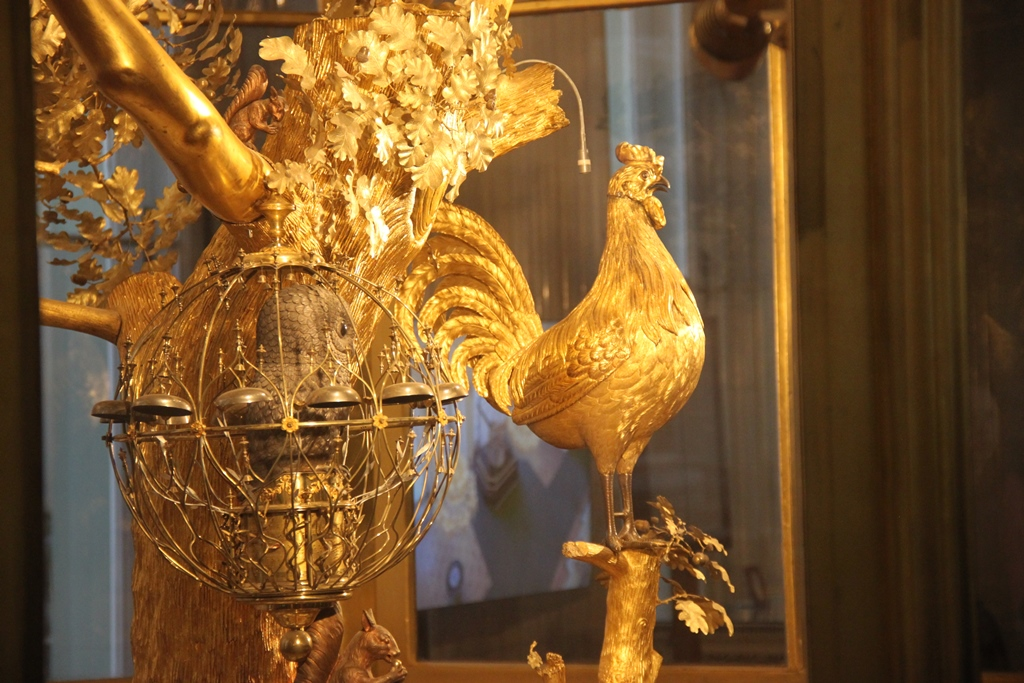
Detailansicht des Hahns mit der Eule im Vordergrund
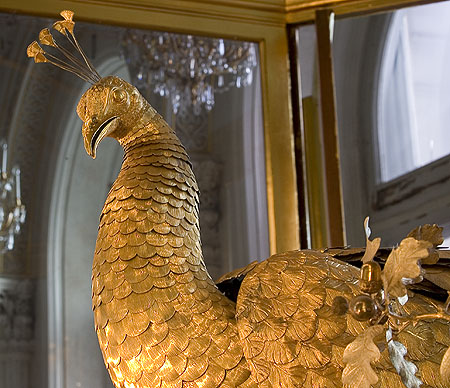
Detailansicht des Pfaus
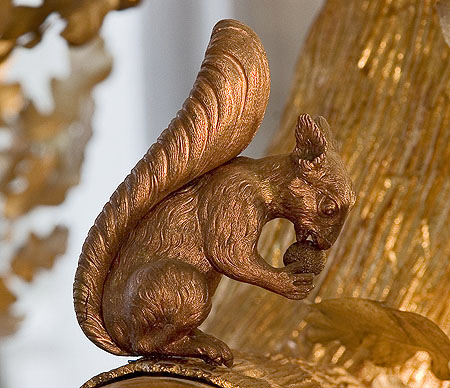
Eichhörnchen mit Eichel